# مارول پریوتی
مارول پریوتی (اسپانیایی: Marwell Periotti‎; ۲۵ مهٔ ۱۹۳۹ – ۲۷ اکتبر ۲۰۰۴) بازیکن فوتبال اهل آرژانتین بود.
از باشگاه‌هایی که در آن بازی کرده‌است می‌توان به باشگاه فوتبال اتلتیکو تیگره و باشگاه ورزشی سن لورنسو آلماگرو اشاره کرد.